# Atomophora
Atomophora is een geslacht van wantsen uit de familie van de Miridae (Blindwantsen). Het geslacht werd voor het eerst wetenschappelijk beschreven door Odo Reuter in 1879.

## Soorten
Het genus bevat de volgende soorten:

- Atomophora arabica Linnavuori, 1962
- Atomophora astraia Linnavuori, 1997
- Atomophora atripes Linnavuori, 1997
- Atomophora basipunctata Wagner, 1974
- Atomophora guttata Konstantinov, 2000
- Atomophora macrophthalma Poppius, 1909
- Atomophora maculosa Reuter, 1903
- Atomophora mongolica Konstantinov, 2000
- Atomophora nut Linnavuori, 1971
- Atomophora oculata Reuter, 1903
- Atomophora pantherina Reuter, 1879
- Atomophora pentheus Linnavuori, 1971
- Atomophora rodanica Linnavuori, 2004
- Atomophora sabaea Linnavuori & Al-Safadi, 1993
- Atomophora subpallida Eckerlein & Wagner, 1965
- Atomophora suffusca Konstantinov, 2000